# Giorgio Perlasca

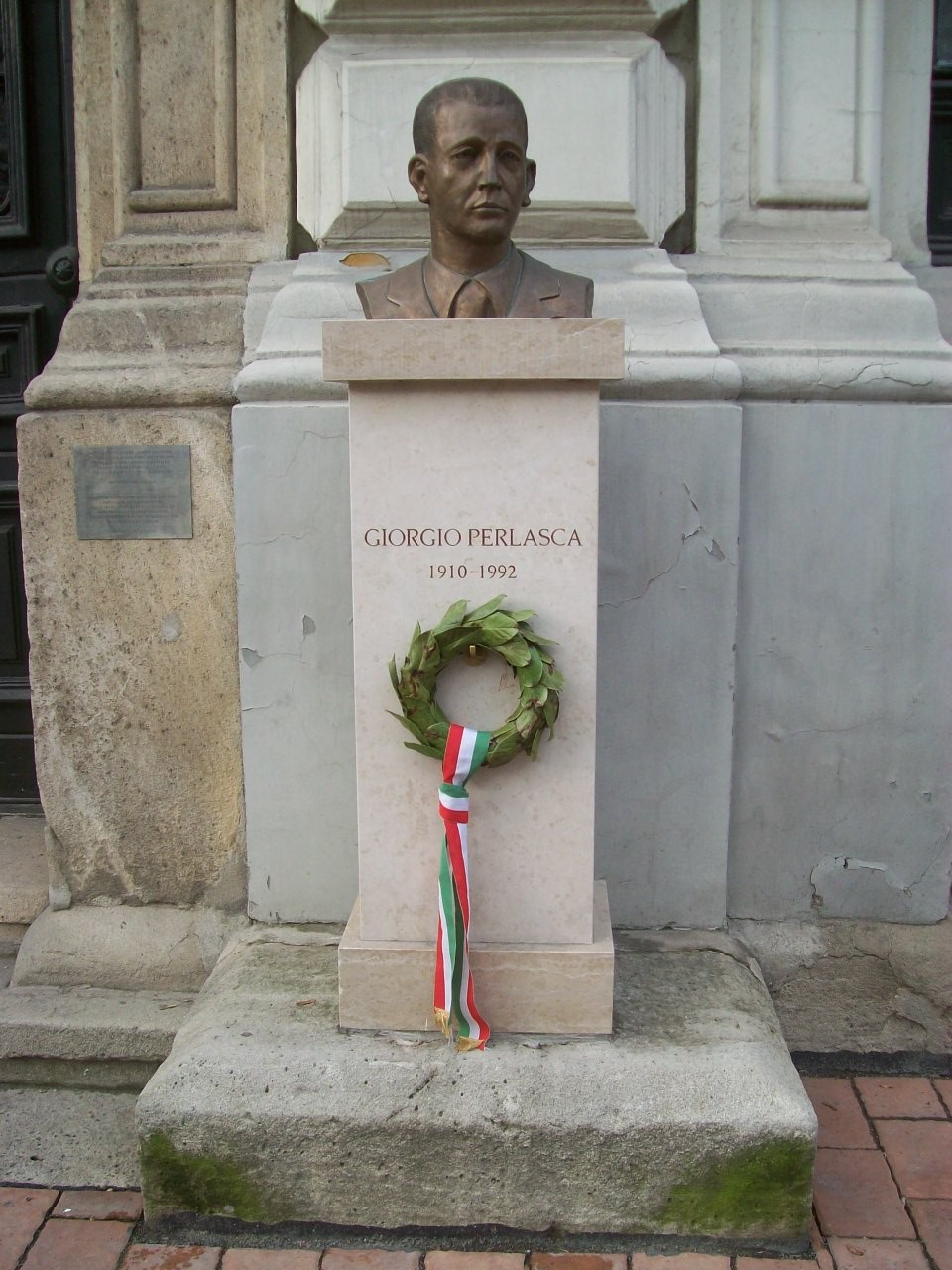
Byst av Giorgio Perlasca i Budapest

Giorgio Perlasca född 31 januari 1910 i Como, Italien, död 15 augusti 1992 i Padua, Italien. Perlasca, som var italienare, lyckades genom att utge sig för att vara spansk attaché rädda tusentals judar undan nazisterna i Budapest. Det har spelats in en film om hans insats i Budapest, Giorgio Perlasca (Perlasca. Un eroe italiano, 2002).